# Toyota Mirai
Toyota Mirai — водневий гібридний автомобіль на паливних елементах. Вперше був публічно представлений в листопаді 2013 року на Токійському автосалоні.

## Перше покоління (JPD10; 2014-2020)

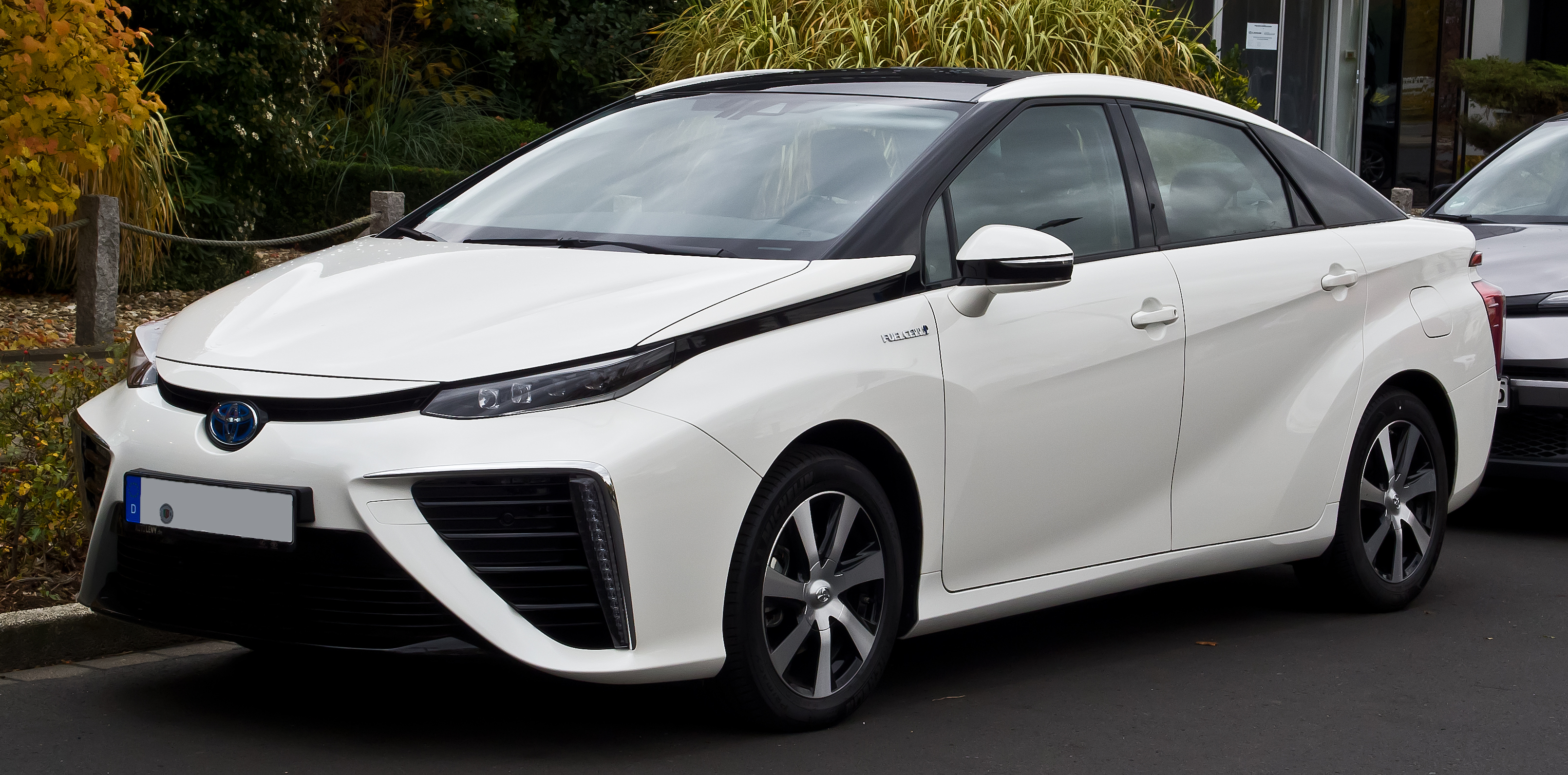
Toyota Mirai

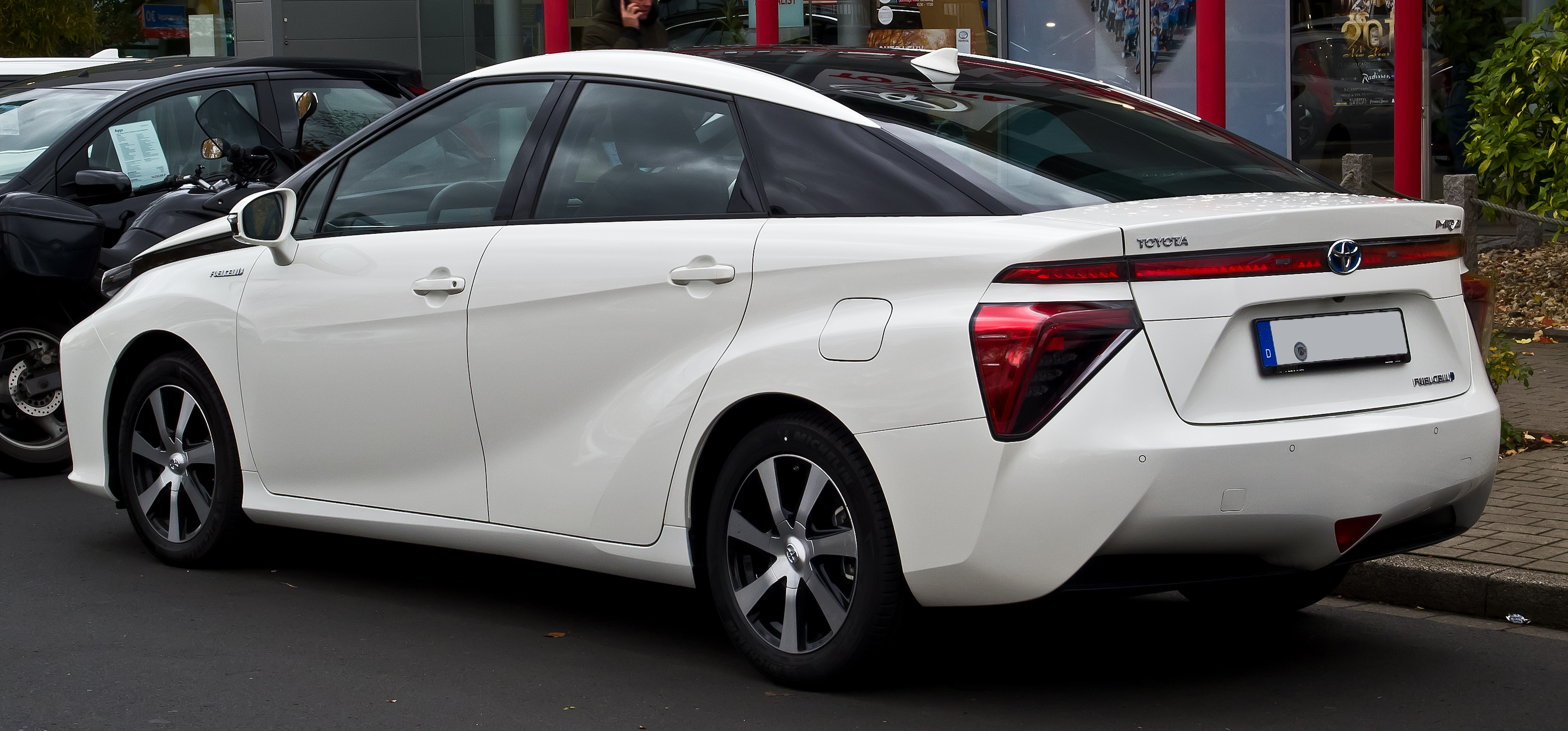
Toyota Mirai

16 листопада 2014 року президент компанії Toyota Акіо Тойода офіційно оголосив, що автомобіль буде називатися Toyota Mirai. Автомобіль зроблений на базі концепт-кара Toyota FCV. Продажі в Японії стартували 15 грудня 2014 року за ціною 6 700 000 японських єн (близько 57 500 доларів США), а в США і Європі стартують у четвертому кварталі 2015 року. Причому в Японії буде субсидія в розмірі 17 000 дол., а в США ціна завдяки знижкам буде $ 45000. До кінця 2015 року планують продати близько 700 автомобілів, в тому числі 400 — в Японії. Збирають автомобілі на заводі Motomachi Plant в місті Тойота. На середину лютого 2017 всього було продано 2,840 автомобілів.

### Технічні характеристики

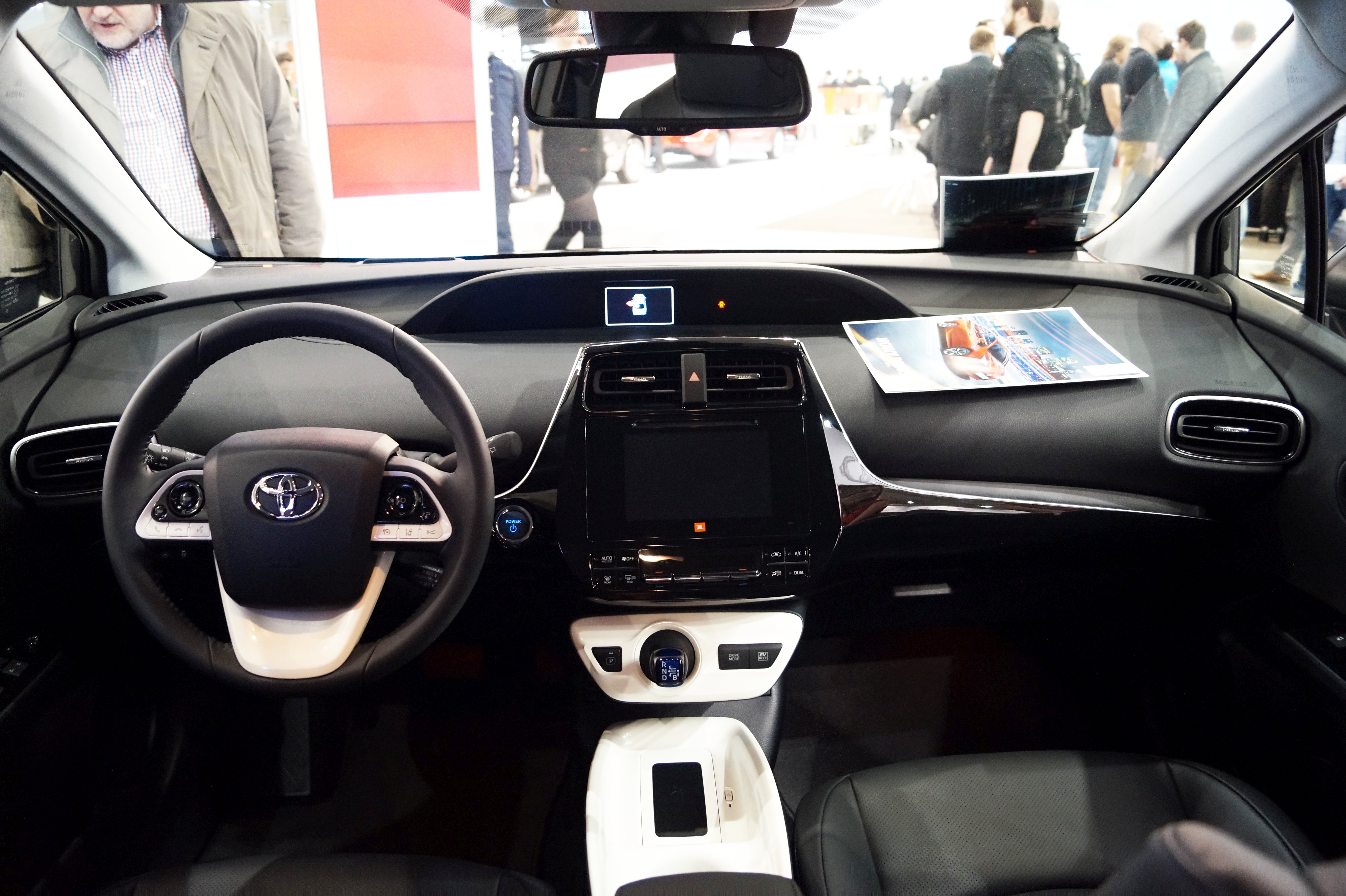
Салон

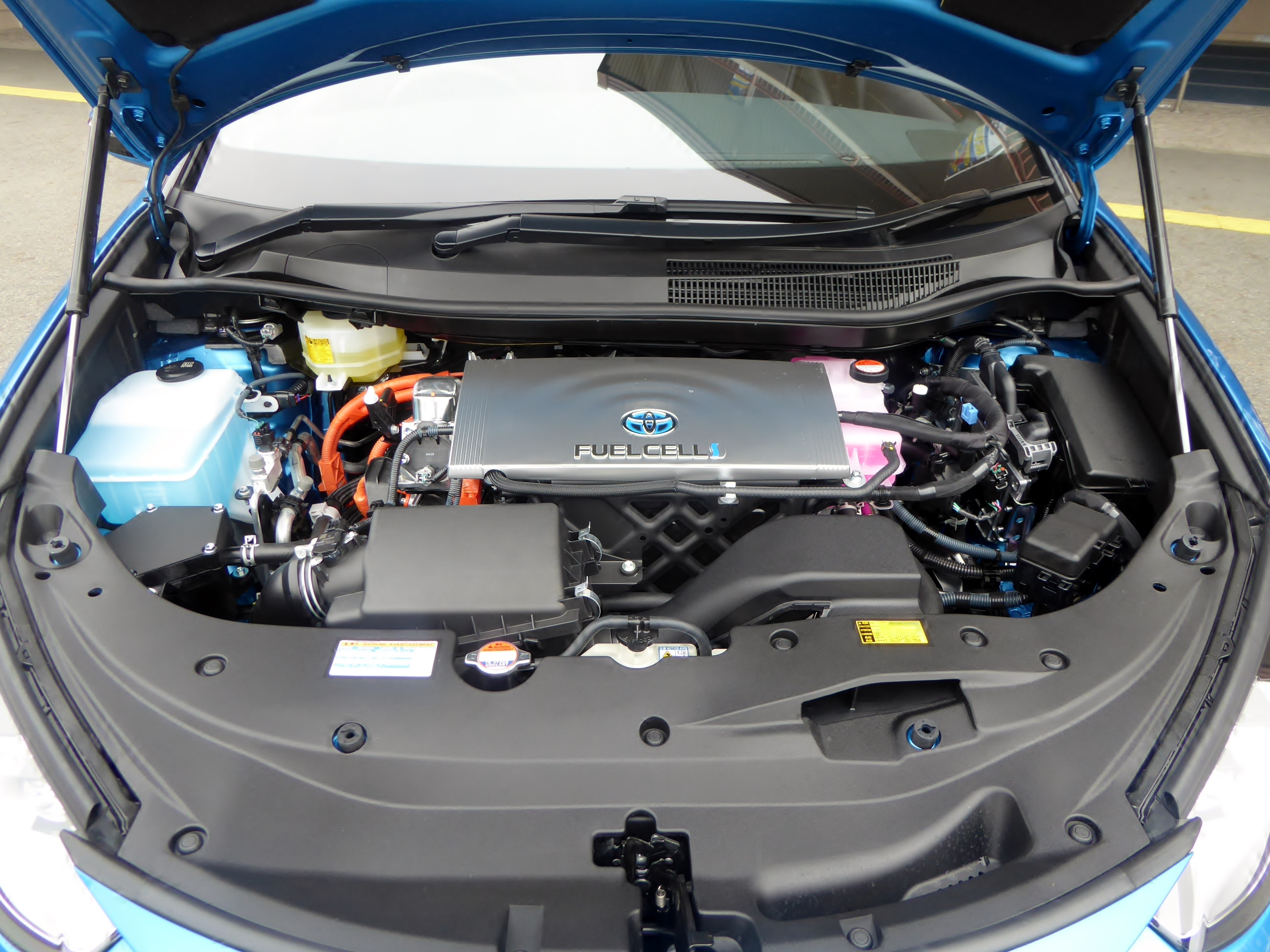
Двигун

Довжина чотиримісного седана складає 4870 мм, ширина — 1810 мм., а висота — 1535 мм. Модель кузова — ZBA-JPD10-CEDSS. Мінімальний дорожній просвіт 130 мм. Тип приводу передній. В базовій комплектації будуть йти легкосплавні диски R17, а розмір шин 215/55. Мінімальний радіус повороту 5,7 м.

### Силова установка
Двигун — гібридна установка на водневих паливних елементах під назвою FC stack, модель установки — FCA110. В результаті хімічної реакції взаємодії водню і кисню виробляється електроенергія. Реакція відбувається без процесу горіння. Максимальний ККД перетворення в електричний струм складає 83 %. Для порівняння 1,3-літровий бензиновий двигун VVT-iE компанії Toyota, котрий був розроблений на початку 2014 року має максимальний ККД 38 % і на поточний момент є найвищим у світі  серед автомобільних ДВЗ. На практиці ж, середньостатистичний двигун компанії Toyota має ККД 23 %. Максимальна потужність установки складає 114 кіловат. Друга батарея — це нікель-метал-гідридний акумулятор із максимальною вихідною потужністю 21 кіловат. В акумуляторі зберігається енергія від рекуперативного гальмування. У випадку, коли автомобілю потрібна максимальна потужність, наприклад, при різких прискореннях, на електродвигун надходить енергія другого акумулятора. На автомобіль встановлюється синхронний електродвигун змінного струму, розроблений компанією Toyota. Даний двигун працює як генератор при гальмуванні, регенеруючи енергію в другий акумулятор. Максимальна потужність електродвигуна складає 113 кіловат (154 к. с.). Електричний струм, що виробляється на паливних елементах, проходить через підвищуючий перетворювач, в котрому постійний струм перетворюється в змінний, а напруга збільшується до 650 вольт.
Блок керування живленням складається із інвертора, котрий перетворює постійний струм у змінний. Блок живлення здійснює точний контроль над вихідною потужністю паливних елементів в залежності від стилю водіння. Під днищем автомобіля розташовуються 2 резервуари для зберігання водню під тиском 70 МПа. Один балон знаходиться в передній частині автомобіля, його ємність 60,0 літрів, а другий балон ємністю 62,4 літра знаходиться позаду. Максимальна дальність поїздки на одній заправці складає 650 кілометрів у режимі JC08 (японський метод вимірювання витрат палива). Час повної заправки двох балонів складає 3 хвилини. Максимальна швидкість 175 км/год. Маса автомобіля складає 1850 кілограм.

### Екологія
Автомобіль не робить шкідливих викидів в атмосферу, замість чадного газу із вихлопної труби виходить водяна пара. В результаті випробувальних тестів, за 4 кілометри пробігу об’єм вихлопу склав 240 мілілітрів води.

## Друге покоління (JPD20; з 2020)

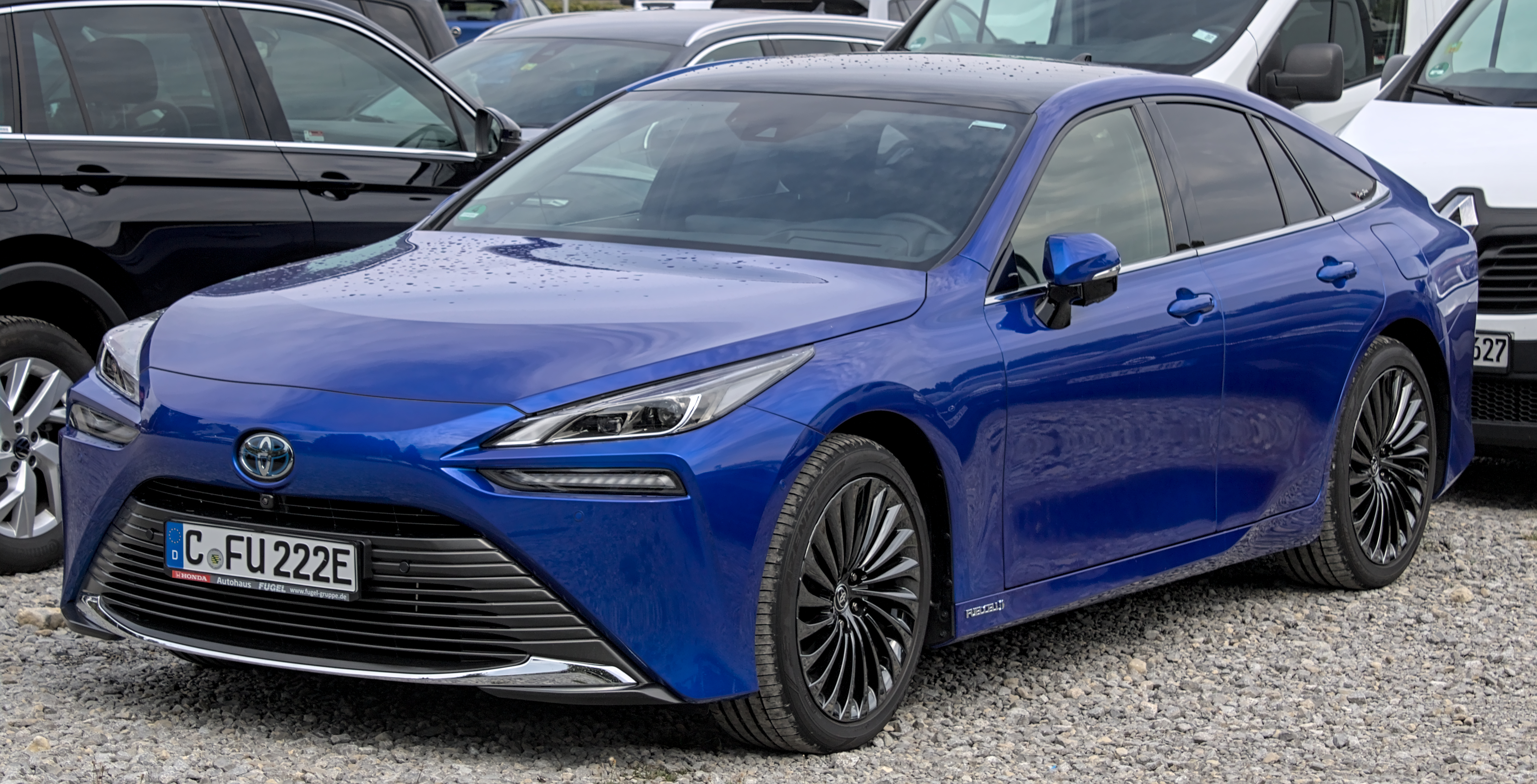
Toyota Mirai ІІ

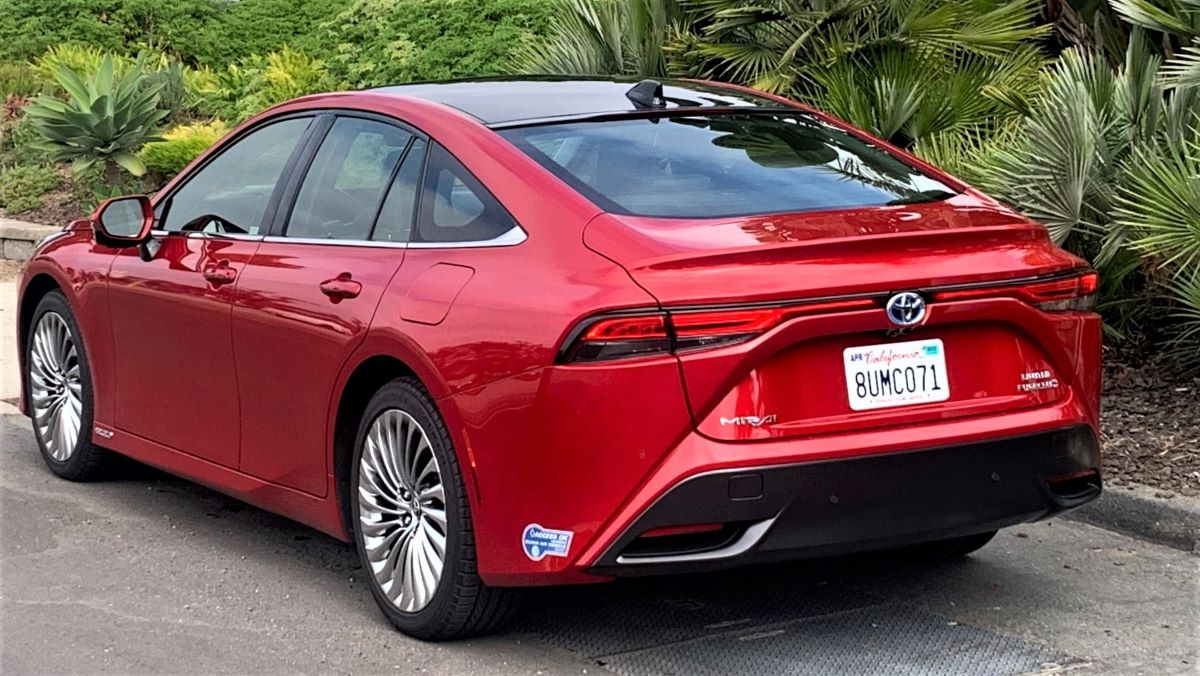

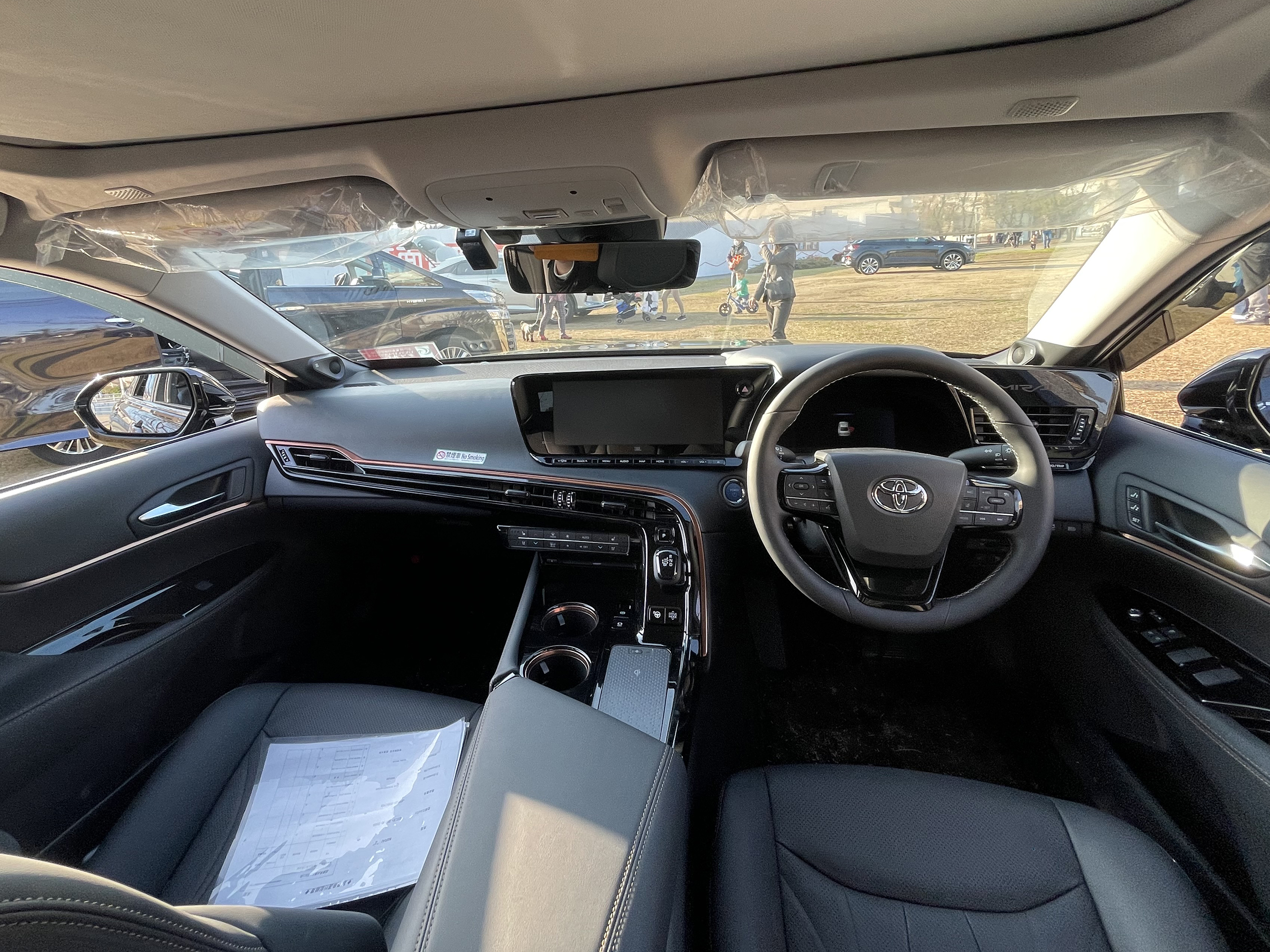

Друге покоління дебютувало в США в грудні 2020 року. Автомобіль збудовано на платформі TNGA: GA-N, від Toyota Crown (S220).
Після переходу на задній привод Mirai виросла в розмірах (4975 × 1885 × 1470 мм, колісна база 2920 мм). Американці зможуть вибирати між п'ятьма кольорами кузова: синім Hydro Blue (на фото), білим Oxygen White, червоним Supersonic Red, чорним Black і сірим Heavy Metal. Діаметр коліс - 20 дюймів.
Потужність збільшена приблизно на 30 сил (з 155 до 185 к.с.), а запас ходу зріс з 312 до 528 миль (з 502 до 850 км) в циклі JC08. Раніше повідомлялося, що запуск Mirai в Японії, Європі і США буде одночасним.
Category:Toyota Mirai (Category:Toyota Mirai (JPD20).

## Заправочні станції
Станом на травень 2016 року в Японії було 80 водневих заправних станцій. Подібні станції також є в США і Європі. Кілограм водню в Німеччині коштує 9.5€, заправка повного баку (ємністю в 4.7 кг) обійдеться приблизно в 45€. Станом на листопад 2017 із країн Східної і Центральної Європи одна така станція є в Чехії і ще одну заплановано збудувати в Латвії. У той же час у всьому світі таких станцій нараховується 803 шт.

## Продажі
| Рік  | США   |
| ---- | ----- |
| 2015 | 72    |
| 2016 | 1,034 |
| 2017 | 1,838 |
| 2018 | 1,700 |
| 2019 | 1,502 |
| 2020 | 499   |